# Hard Times Café

## Hard Times Café
Hard Times Café er en kollektivt ejet restaurant i Cedar-Riverside kvarter af Minneapolis, Minnesota, som er samarbejdsvilligt ejes af sine ansatte. Det er kendt for sin punk og hippie ideologi, sin rå stemning, og det store udvalg af vegansk og vegetarisk mad. Det er åbent 22 timer i døgnet, lukning kun mellem kl 04:00 og 6 kl.
44°58′10″N 93°14′46″V / 44.96954°N 93.24617°V